# Pseudanthessius rostellatus
Pseudanthessius rostellatus är en kräftdjursart som beskrevs av Humes och Ho 1970. Pseudanthessius rostellatus ingår i släktet Pseudanthessius och familjen Pseudanthessiidae. Inga underarter finns listade i Catalogue of Life.